# 沙丘坑

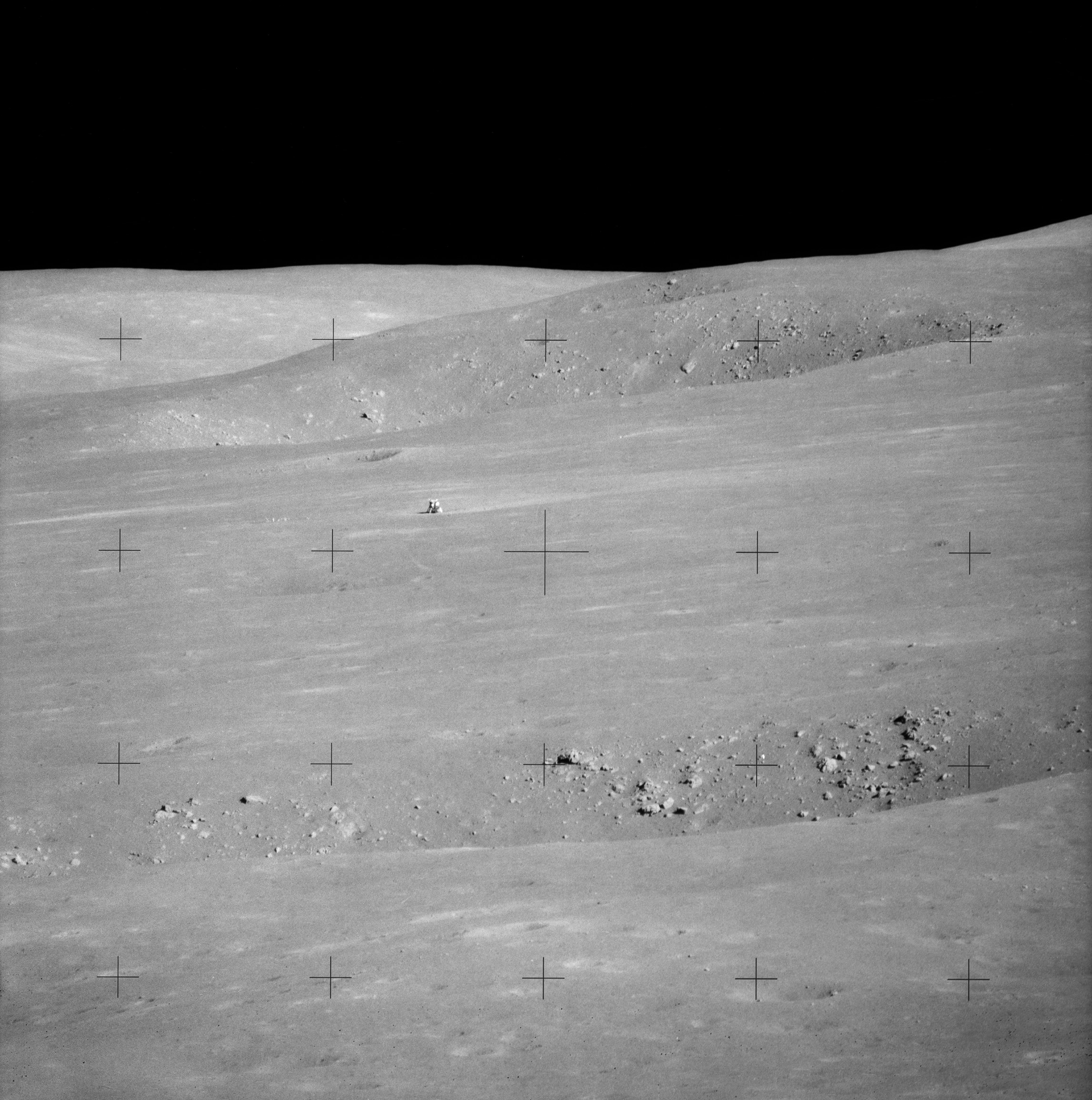
从位于哈德利·德尔塔山山坡上的 6A 勘察点面朝北拍摄的远景照片，沙丘坑出现在前景中，图中附近是降落在北部综合体前面的“猎鹰号”登月舱。

沙丘坑（英語：Dune）是月球哈德利-亚平宁区的一座撞击陨石坑。1971年，在阿波罗15号任务的第二次舱外活动期间，宇航员大卫·斯科特和詹姆斯·艾尔文曾到访过它的南侧边缘，沙丘坑的南侧边缘被指定为4号地质科考点。

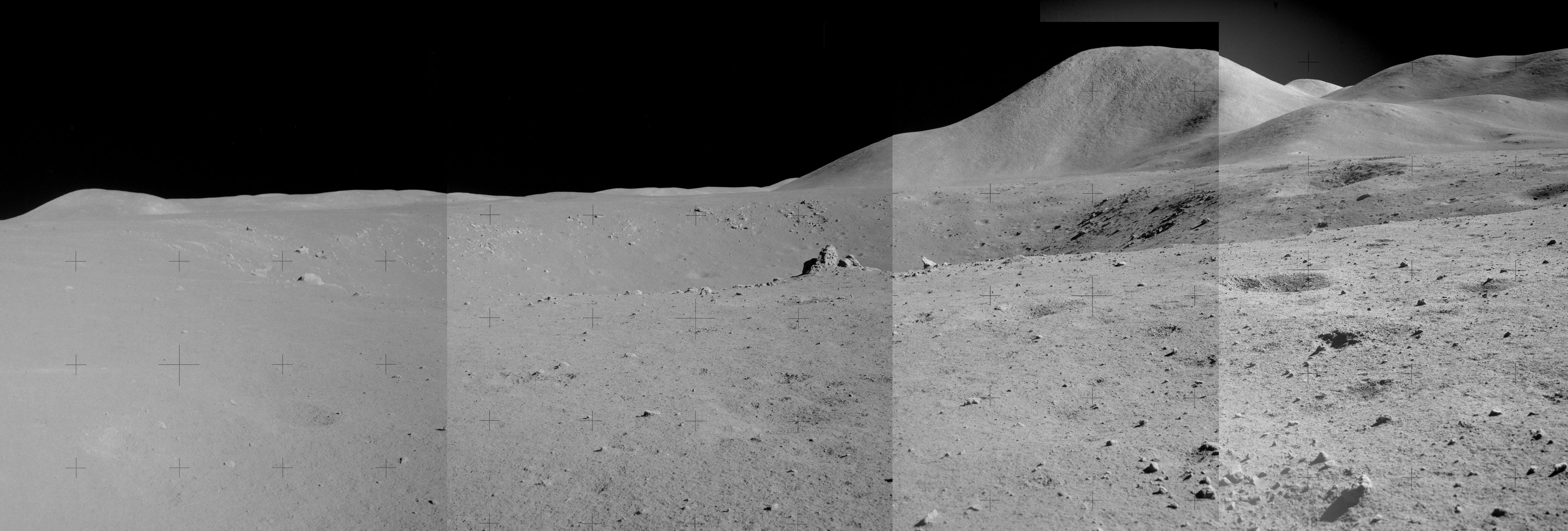
沙丘坑面朝北，位于哈德利·德尔塔山右边，这是下面平面图中 PAN-D-6 区的一部分。

沙丘坑坐落在哈德利月溪以东约1.8公里处，位于阿波罗15号着陆点以南约3公里处，与北面更小的地光坑相距不到1公里。
该坑名是宇航员以美国科幻小说家弗兰克·赫伯特的小说-《沙丘》所命名，1973年被国际天文联合会正式接受。

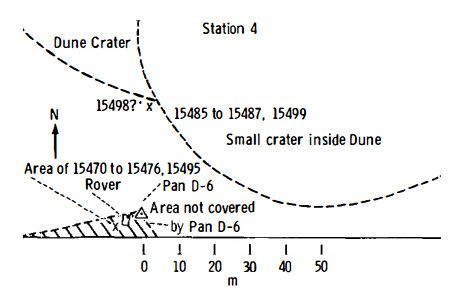
阿波罗15号《初步科考报告》中的4号科考点平面图。 X指示样本位置；5位数字代表LRL的样本数量；矩形表示月球车（小圆点是指电视摄像机）；黑点是大岩石，虚线代表陨石坑边缘或其他地形特征，而三角形是全景台。

## 样本

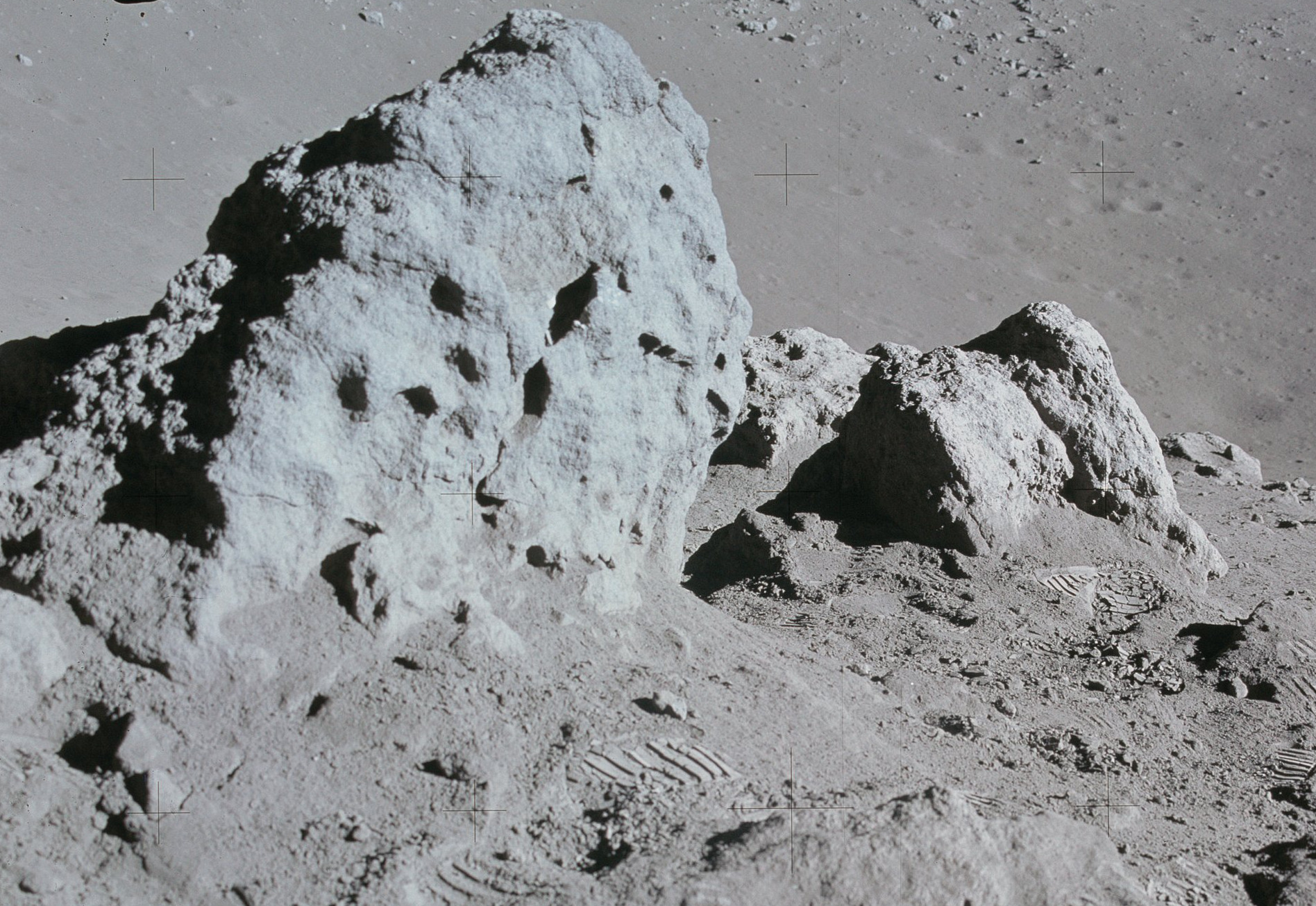
4号点的大部分科考活动都集中在照片中的这块巨石上。这些巨石都为玄武岩，代表沙丘坑在形成过程中被掘出的物质。宇航员报告，该地区的巨石中有大量的囊泡，一些囊泡的直径达到9厘米。巨砾中囊泡的丰度和大小表明，这种玄武岩物质是在月表或非常接近月表时冷却的。（美国航空航天局图像和标题）

下列样本采集自沙丘坑（4号科考点），被列出在《阿波罗15号初步科考报告》的 5-II 表中。样品类型、岩性和说明均来自同一卷的 5-IV 表。
| 样本          | 照片 | 岩性   | 说明 |
| 15470 - 15474 | -    | 月壤   | 与15475和15476样本一道采集。 |
| 15475         | -    | 玄武岩 | 块状、多角、中粗晶斑岩玄武岩，在带有2毫米长缩孔斜长石和浅黄绿色辉石岩基中，内含15毫米长浅绿棱柱体。 |
| 15476         | -    | 玄武岩 | 片状、次棱角斑晶玄武岩，略多孔基质的斜长岩和棕绿色铁镁质硅酸盐岩基中含15毫米长褐辉石斑晶。 |
| 15485         |      | 玄武岩 | 块状、多棱角玄武岩，在带有2～3毫米长流纹的中等多孔斜长石和棕绿铁镁质硅酸盐岩基中，含7毫米长棕辉石棱柱。 |
| 15486         |      | 玄武岩 | 块状、多棱角斑岩玄武岩，在略多孔基质斜长岩和辉石岩基中，含7毫米长褐辉石斑晶。岩石表面覆盖浅青灰色物质。 |
| 15495         |      | 玄武岩 | 块状、次棱角多孔玄武岩，表面带有缩孔，内含10毫米长深棕色辉石棱柱。 |
| 15498         |      | 角砾岩 | 一种玻璃包覆的块状、多棱角角砾岩，约有10％为大于1毫米长英质的碎屑，尺寸连续且岩石含有10～15％的0.5至1毫米长英质碎屑。深色玻璃囊泡与角砾岩紧密结合，覆盖了岩石的四个侧面 。中灰色岩基条理分明。                         |
| 15499         |      | 玄武岩 | 块状、多棱角、高度气泡化玄武岩，整个岩石中囊泡的大小和密度似乎存在过渡。岩体表面涂覆有一层浅黄灰色物质，而边缘部分则逐渐过渡为极深的棕灰色。该岩石为在带有10毫米长缩孔的斜长石和辉石岩基中，含棕辉石棱体的斑岩玄武岩。 |

在月球车停泊的沙丘坑南侧边缘附近收集了15470-15476号样本，而15485、15486和15499号样本则采自上图中的巨石，15498号样本是在它的附近收集的。